# اسانس کارسون
اسانس کارسون (انگلیسی: Essence Carson؛ زادهٔ ۲۸ ژوئیهٔ ۱۹۸۶) بازیکن بسکتبال اهل ایالات متحده آمریکا است.
وی در مسابقات کشوری و بین‌المللی در مجموع برندهٔ ۴ مدال طلا شده‌است.